# Insuline glargine
L'insuline glargine, commercialisée entre autres sous le nom de Lantus.

## Usage médical
Il s'agit d'une insuline à action prolongée, utilisée dans la prise en charge du diabète de type I et de type II. Il s'agit généralement de l'insuline à action prolongée recommandée au Royaume-Uni. Elle est utilisée une fois par jour sous forme d'injection sous-cutanée. Les effets commencent généralement une heure après l'utilisation .

## Fonctionnement
L'insuline glargine est en présence d'un pH acide dans son ampoule ou son stylo, et elle est liquide dans ces conditions acides. Après l'injection, l'acidité est rapidement neutralisée dans l'hypoderme, et la glargine précipite alors en formant des microcristaux. Au fil de leur dégradation progressive, ceux-ci libèrent ensuite lentement et de façon continue de l'insuline pendant environ 24 heures. Cette insuline fait absorber le glucose du sang par les tissus de l'organisme et diminue la production de glucose par le foie .

## Effets secondaires
Les effets secondaires courants comprennent un faible taux de sucre dans le sang, des problèmes au site d'injection, des démangeaisons et une prise de poids, d'autres effets secondaires graves incluent un faible taux de potassium dans le sang . L'insuline NPH plutôt que l'insuline glargine est généralement préférée pendant la grossesse .

## Histoire
L'insuline glargine a été approuvée pour un usage médical aux États-Unis en 2000. Aux États-Unis, le coût de gros pour 100 unités est d'environ 26 dollars américains en 2018 . Au Royaume-Uni, ce montant coûte au NHS environ 2,35 livres sterling ,.

## Dosage
Cette insuline est disponible à une concentration de 100 UI par mL (Lantus, Abasaglar) et de 300 UI par mL (Toujeo), cette dernière concentration étant censée apporter un profil pharmacocinétique plus plat (une diffusion plus régulière).